# Jacob Clay
Jacob Clay (Berkhout, 18 januari 1882 - Bilthoven, 31 mei 1955) was een Nederlands natuurkundige, logicus en filosoof. Hij is bekend geworden door zijn werk over de filosofische grondslagen van de natuurkunde en zijn onderzoekingen over kosmische straling.

## Algemeen
Jacob Clay werd in 1882 geboren in Berkhout, waar zijn vader landbouwer was. Hij volgde het Erasmiaans Gymnasium in Rotterdam en studeerde tot 1908 bij Kamerlingh Onnes en Lorentz natuurkunde aan de Universiteit van Leiden en de wijsbegeerte van Gerard Bolland. Zijn werkzaamheid op het laboratorium van Kamerlingh Onnes leidde in 1908 tot zijn proefschrift over "Galvanische weerstand van metalen en legeeringen bij lage temperaturen".
Al voor zijn promotie werd hij leraar aan het voortgezet onderwijs in Leiden en later in Delft. Vanaf 1912 was hij privaatdocent in de natuurfilosofie aan de Technische Hogeschool Delft. In 1920 werd hij hoogleraar in de natuurkunde aan de Technische Hoogeschool te Bandoeng, waar hij een nieuw natuurkundig laboratorium inricht met financiële steun van theemagnaat Karel Albert Rudolf Bosscha. Voor zijn reis naar Indonesië bezocht hij Ernest Rutherford in Cambridge om de laatste stand van de ontwikkelingen in de experimentele natuurkunde op te doen. Clay en zijn vrouw specialiseerden zich in atmosferische elektriciteit en kosmische straling. Tijdens een bootreis van Indië naar Nederland en terug deed hij zijn belangrijkste ontdekking: het breedte-effect in de kosmische straling.
Terug in Nederland was hij van 1929 tot 1955 hoogleraar experimentele natuurkunde aan de Universiteit van Amsterdam. Hij zette zijn onderzoek naar kosmische straling voort. Nadat Robert Millikan rond 1935 zijn weerstand tegen het werk van Clay opgaf, kreeg hij de internationale waardering die hij verdiende. In 1936 werd hij benoemd tot lid van de Koninklijke Nederlandse Akademie van Wetenschappen, (KNAW).
Mede door zijn inspanningen kwamen de Stichting voor Fundamenteel Onderzoek der Materie, het Mathematical Centre, Amsterdam en JENER, een coöperatief onderzoek met Noorwegen op het gebied van kernenergie, van de grond.
Jacob Clay was in zijn filosofisch werk oorspronkelijk Hegeliaan, en leider van een vrijere hegeliaanse richting naast de dogmatische van Gerard Bolland. Hij werkte enige jaren mee aan de Unity of Science Beweging, keerde terug op het idealistische standpunt, en raakte later beïnvloed door het werk van de Wiener Kreis, welke opvattingen hij tot de zijne maakte. Na van 1945 tot 1951 het bestuursvoorzitterschap van de Internationale School voor Wijsbegeerte te Amersfoort te hebben vervuld, was hij na zijn pensionering van 1952 tot zijn dood directeur van dit instituut.
Jacob Clay was getrouwd met een mede-student, Tettje Clasina Jolles. Ze hadden twee zonen en een dochter.

## Werk van Jacob Clay
Jacob Clay schreef tientallen artikelen en een zestal monografieën:
- Wat hebben wij onder natuurwetten te verstaan?,  1914.
- Schets eener kritische geschiedenis van het begrip natuurwet in de nieuwere wijsbegeerte : met eene inleiding omtrent dat begrip bij vóór-christelijke denkers, 1915.
- De dialectiek en de leer der tegenstrijdigheid bij Hegel en Bolland, 1917.
- Geloovig Hegelianisme : antwoord op de bestrijding van den heer J. Hessing en van Dr. M. Fraenkel, 1920.
- De ontwikkeling van het denken: een inleiding in de problemen der kennisleer, 1920.
- Ontstaan en ontwikkeling van het energie-beginsel, 1942.